# Little Ilford
Little Ilford è un quartiere situato nel borgo londinese di Newham, a 13 km a nord est di Charing Cross.
Little Ilford confina a ovest con Manor Park e a sud con East Ham. A nord, il confine con il borgo di Redbridge coincide con la località di Aldersbrook; a ovest, oltre il fiume Roding, si trova Ilford, anch’esso nel borgo di Redbridge.

## Origini del nome
Little Ilford e Ilford (storicamente nota come Great Ilford) hanno l'origine del toponimo in comune.
Questo nome viene per la prima volta registrato nel Domesday Book del 1086 come Ilefort, che significa "guado sull'Hyle", antico nome del fiume Roding.

## Storia
Little Ilford è stata una parrocchia civile nel distretto rurale di West Ham, nell'Essex dal 1875 fino al 1886, anno in cui diventa parte del distretto urbano di East Ham.
La parrocchia civile di Little Ilford viene abolita a partire dal 1900, quando diventa parte della parrocchia civile di East Ham. Nel 1915 questa parrocchia diventa borgo rurale di East Ham, fino al 1965, quando viene creato il borgo di Newham (a seguito della fusione di East Ham con West Ham e altri territori contigui).

## Infrastrutture e trasporti
Il quartiere di Little Ilford è lambito dalla strada A118 che collega Bow con Romford. Nei pressi del confine con Ilford, si trova uno svincolo della North Circular Road, che collega Chiswick con Beckton, compiendo un giro circolare a nord della città di Londra.
A Little Ilford non si trovano stazioni ferroviarie o della metropolitana. Tuttavia i limitrofi quartieri di Ilford, Manor Park e East Ham sono serviti da servizi della TfL Rail o della London Underground.
Varie linee di autobus collegano Little Ilford con i quartieri limitrofi.